# Robert Elms

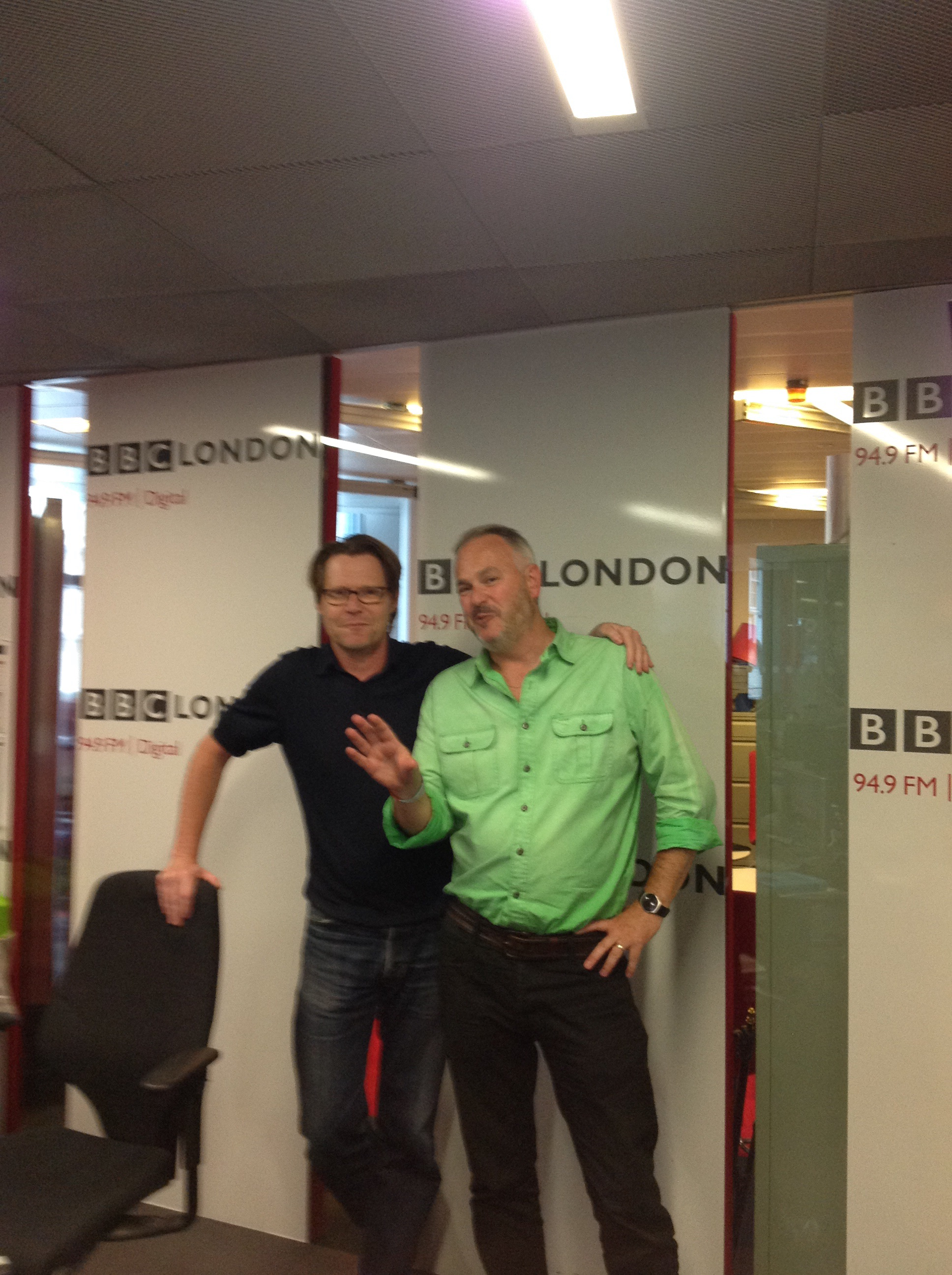
Robert Elms (links) und Tim Marshall im Jahr 2015

Robert Elms (* 12. Juni 1959 in Hendon) ist ein britischer Journalist, der unter anderem durch die Robert Elms Show bei der BBC bekannt wurde.

## Leben
Elms wuchs im westlichen London auf. Er schrieb unter anderem für The Face und für den NME. In seiner Radioshow interviewt er bekannte und weniger bekannte Einwohner Londons und präsentiert Aspekte seiner Heimatstadt. Die Show wurde mit drei Sony Awards ausgezeichnet, erreicht wöchentlich eine halbe Million Zuhörer und ist damit die erfolgreichste Radiosendung der BBC.
Er veröffentlichte die Bücher The Way We Wore. A Life in Threads, Spain. A Portrait After the General und London Made Us, ferner den Roman In Search of the Crack. Elms arbeitet als Reiseschriftsteller unter anderem für die Sunday Times.
Elms lebt mit seiner Frau und seinen drei Kindern in London und Andalusien.